# Molto forte, incredibilmente vicino (film)
Molto forte, incredibilmente vicino (Extremely Loud & Incredibly Close) è un film del 2011 diretto da Stephen Daldry, adattamento cinematografico dell'omonimo romanzo di Jonathan Safran Foer.
Il film, che ha ottenuto due candidature agli Oscar 2012, come miglior film e miglior attore non protagonista (Max von Sydow), è interpretato dal giovane attore Thomas Horn, al fianco di Tom Hanks e Sandra Bullock, oltre a John Goodman, Viola Davis, Jeffrey Wright e Max von Sydow.

## Trama
Oskar Schell è un bambino di nove anni con una sospetta sindrome di Asperger, figlio di Thomas Schell, gioielliere tedesco-americano. Thomas propone spesso al bambino indovinelli, e lui deve iniziare una caccia al tesoro per risolverli. L'ultimo arcano che propone a Oskar prima di morire, è quello di scoprire se New York abbia mai posseduto un sesto distretto. Le regole del gioco prevedono di girare per la città e chiedere informazioni alle persone, cosa non facile per Oskar essendo molto timido e introverso.
L'11 settembre 2001, Oskar e i suoi compagni di classe vengono mandati a casa prima, mentre sua madre è ancora al lavoro. Quando il ragazzo torna a casa, trova registrati nella segreteria cinque messaggi da parte di suo padre, che comunica di essere bloccato dentro il World Trade Center. Quando il telefono squilla per la sesta volta, Oskar è troppo spaventato per rispondere, quindi lascia squillare: la segreteria registra quindi il sesto messaggio, che però si interrompe proprio quando gli edifici crollano. Oskar sa che suo padre è morto, quindi sostituisce il vecchio nastro con uno nuovo, e lo nasconde in modo che sua madre non lo possa trovare.
Poche settimane dopo quello che Oskar chiama "il giorno più brutto" lui si confida con sua nonna paterna: il loro rapporto si fa sempre più stretto e profondo. Invece il rapporto con sua madre peggiora notevolmente, dato che lei non riesce a spiegargli né perché la città sia stata attaccata, né perché il padre sia dovuto morire. Durante un litigio, le dice che avrebbe preferito fosse morta lei durante l'attentato, e lei distrutta gli risponde: "Anche io".
Un anno dopo, Oskar trova un vaso nell'armadio di suo padre, per sbaglio lo fa cadere e ci trova nascosta una busta con dentro una chiave con sopra scritta la parola "Black". Decide quindi di scoprire cosa apra quella chiave. Trova ben 472 persone chiamate Black nell'elenco telefonico e prende un appuntamento con tutti loro per capire se abbiano mai conosciuto suo padre. Per prima incontra Abby Black, una donna che lo incuriosisce molto, dato che sta divorziando; la donna però non ha mai conosciuto suo padre.
Un giorno Oskar scopre che uno sconosciuto si sta trasferendo nella casa di sua nonna. L'uomo non parla a causa di un trauma infantile: la morte dei suoi genitori durante la seconda guerra mondiale. Comunica solamente scrivendo su un quaderno e ha tatuate sulle mani le parole "sì" e "no". Appena diventano amici, Oskar gli racconta la sua storia e gli mostra i lividi che si procura da solo nel tentativo di affrontare il dolore per la morte del padre. Insieme vanno a cercare che cosa apre la chiave e Oskar impara ad affrontare le sue paure. Il ragazzo capisce che lo sconosciuto è suo nonno, quindi gli fa sentire il nastro con la registrazione che aveva nascosto, ma il nonno reagisce male e gli dice di smettere di cercare il proprietario della chiave.
Ma Oskar non si arrende e continua a cercarla. Una notte, dopo aver ripreso in mano un ritaglio di giornale che stava nella stessa scatola del vaso contenente la chiave, il bambino si accorge di una cosa mai notata prima. Il padre aveva infatti cerchiato in rosso un numero, che Oskar decide prontamente di chiamare. Alla telefonata risponderà Abby, la prima donna incontrata e subito si incontrano. Abby accompagnerà Oskar dal marito, l'unico che sembra sapere la storia della misteriosa chiave. L'incontro si risolverà, purtroppo, in una delusione per il bambino. La chiave, infatti, si scoprirà non avere alcun collegamento con il padre di Oskar, ma essere la chiave di una cassetta di sicurezza appartenuta al padre dell'ex marito di Abby, della cui chiave il padre di Oskar - poco prima dell'attentato - era entrato inconsapevolmente in possesso.
Oskar torna a casa e, in preda alla rabbia, inizia a distruggere il materiale raccolto fino a quel momento. A quel punto, la madre interviene e gli fa una confessione. Ella, infatti, era a conoscenza del piano del figlio fin dall'inizio e gli dice di essersi messa d'accordo con tutti i Black dell'elenco, informandoli preventivamente che Oskar sarebbe arrivato per chiedere della chiave conservata dal padre. Oskar, dopo la confessione della madre, capisce che anche lei - sempre in attesa e preoccupata quando il figlio andava a visitare i vari "Black" della città - non era poi così distante dal suo modo di vedere le cose, esattamente come il papà. 
Il bambino, allora, decide di spedire una lettera di ringraziamento a tutte le persone che ha incontrato, più una al nonno in cui gli chiede di tornare a casa. Successivamente, si reca al Central Park: lì trova un biglietto scritto dal padre, che si congratula con lui per essere riuscito a trovare il sesto distretto di New York. Infine, realizza un libro della sua avventura per non dimenticarla mai; appiccicandoci sopra tutti i vari indizi, cartine ed i ritagli di giornale ottiene il titolo "Molto forte, incredibilmente vicino."

## Produzione
Nel mese di agosto 2010, è stato annunciato che il regista Stephen Daldry e il produttore Scott Rudin stavano lavorando ad un adattamento cinematografico del romanzo Molto forte, incredibilmente vicino. Successivamente Eric Roth è stato ingaggiato per scrivere la sceneggiatura. Il film è una co-produzione tra Paramount Pictures e Warner Bros.
Nell'ottobre 2010 si sono svolti dei casting a livello nazionale per trovare un giovane attore di età compresa tra i 9 e i 13 anni, per interpretare il protagonista Oskar Schell. Nel dicembre 2010 la parte è stata ottenuta da Thomas Horn, vincitore del quiz televisivo Jeopardy!. La lavorazione era prevista per il gennaio 2011, ma le riprese sono iniziate a New York a marzo.

## Distribuzione
Il film è stato distribuito nelle sale cinematografiche statunitensi dalla Warner Bros., che ha distribuito la pellicola limitatamente dal 25 dicembre 2011, e per la vasta distribuzione il 20 gennaio 2012, in modo da poter concorrere agli Oscar 2012. Daldry aveva però intenzione di distribuire il film in concomitanza con il decimo anniversario degli attentati dell'11 settembre 2001.
Il trailer italiano del film è stato diffuso il 26 novembre 2011, mentre la distribuzione, inizialmente prevista per il 13 aprile 2012, è stata posticipata al 23 maggio. L'anteprima avviene il 25 marzo 2012 al "BIF&ST" di Bari.

## Riconoscimenti
- 2012 - Premio Oscar
  - Nomination Miglior film a Scott Rudin
  - Nomination Miglior attore non protagonista a Max von Sydow
- 2011 - Boston Society of Film Critics Award
  - Nomination Miglior attore non protagonista a Max von Sydow
- 2012 - Critics' Choice Movie Award
  - Miglior giovane interprete a Thomas Horn
  - Nomination Miglior film
  - Nomination Migliore regia a Stephen Daldry
  - Nomination Migliore sceneggiatura non originale a Eric Roth
- 2011 - Phoenix Film Critics Society Awards
  - Miglior rivelazione a Thomas Horn
  - Miglior attore giovane protagonista o non a Thomas Horn
  - Nomination Miglior colonna sonora originale a Alexandre Desplat
- 2011 - San Diego Film Critics Society Awards
  - Nomination Miglior attore non protagonista a Max von Sydow
  - Nomination Miglior colonna sonora a Alexandre Desplat
- 2012 - Teen Choice Awards
  - Nomination Miglior attrice in un film drammatico a Sandra Bullock
- 2012 - BET Awards
  - Miglior attrice a Viola Davis
- 2011 - Dallas-Fort Worth Film Critics Association Award
  - Nomination Miglior film
  - Nomination Miglior attore non protagonista a Max von Sydow
- 2012 - Golden Trailer Awards
  - Miglior spot Tv drammatico
  - Nomination Miglior film drammatico
  - Nomination Miglior colonna sonora
- 2012 - Palm Springs International Film Festival
  - Regista dell'anno a Stephen Daldry
- 2012 - Art Directors Guild
  - Nomination Miglior scenografia
- 2012 - Georgia Film Critics Association
  - Nomination Miglior attore non protagonista a Max von Sydow
  - Nomination Miglior attrice non protagonista a Sandra Bullock
- 2012 - Hollywood Post Alliance
  - Nomination Miglior sonoro a Skip Lievsay, Blake Leyh, Eliza Paley e Paul Urmson
- 2011 - Houston Film Critics Society Awards
  - Nomination Miglior film
- 2011 - International Film Music Critics Award
  - Nomination Compositore dell'anno a Alexandre Desplat
- 2012 - MovieGuide Awards
  - Nomination Miglior film per un pubblico maturo
- 2012 - Online Film & Television Association
  - Nomination Miglior performance giovanile a Thomas Horn
- 2011 - Village Voice Film Poll
  - Peggior film
- 2012 - World Soundtrack Awards
  - Nomination Compositore dell'anno a Alexandre Desplat